# Привітне (Запорізький район)
Приві́тне — село в Україні, у Широківській сільській громаді Запорізького району Запорізької області. Населення становить 190 осіб. До 2016 року орган місцевого самоврядування — Августинівська сільська рада.

## Географія
Село Привітне розташоване на правому березі річки Дніпро, за 40 км від обласного центру, 33 км від центру сільської громади, 3,5 км від селища Відрадне. До села примикають масиви садових ділянок.

## Історія
Село засноване у 1928 році під первинною назвою Нова Олександрівка.
У 1967 році перейменоване в село Привітне.
13 жовтня 2016 року Августинівська сільська рада, в ході децентралізації, об'єднана з Широківською сільською громадою.
12 червня 2020 року, відповідно до розпорядження Кабінету Міністрів України від № 713-р «Про визначення адміністративних центрів та затвердження територій територіальних громад Запорізької області», село увійшло до складу Широківської сільської громади.
19 липня 2020 року, в результаті адміністративно-територіальної реформи та ліквідації колишнього Запорізького району (1965—2020), село увійшло до складу новоутвореного Запорізького району.
19 вересня 2022 року, о 05:20, російські окупанти завдали ракетний удар по селу Привітне, внаслідок чого було пошкоджено щонайменше 12 будинків мешканців села.